# 劉恩 (元)
劉 恩（りゅう おん、? - 1285年）は、モンゴル帝国（大元ウルス）に仕えた漢人将軍の一人。字は仁甫。洺州洺水県の出身。

## 生涯
劉恩の先祖はもと洺州洺水県の住人であったが、後に威州井陘県に移住した家であった。劉恩は幼いころから読書に親しみ、勇にして謀あり、軍籍に入って功績を挙げ百戸に任じられた。その後管軍総管の地位に移り、耶律買住の指揮下で四川方面の出兵に従事するようになった。南宋の劉整が瀘州を守っていたのに対し、1262年（中統3年）に四川方面軍の司令官であるネウリンが劉恩を使者として派遣し、劉恩は劉整を説得して投降させる功績を挙げた。1266年（至元3年）、南宋側が3万の兵と500の戦船でもって攻め寄せて来た時には、劉恩は1千の兵を率いて敵将2人・士卒3千余りを討つ功績を挙げた。この功績により成都路管軍副万戸に任じられている。1269年（至元6年）には平章のサイイド・アジャッルの配下に入って嘉定を攻め、九頂山を過ぎた所で南宋軍と遭遇したが、武将18人を捕虜とする勝利を得た。
1272年（至元9年）には西平王アウルクチ・行省イェスデルらの指揮下に入ってガインドゥ（建都）討伐に従事し、先鋒として三度の戦闘に勝利した。その後、夜間に建都軍は夜間に攻撃をしかけたが、劉恩は再びこれを破って死者千人余りを出す勝利を得た。建都への駐屯が長期化し、食料が不足し始めると、劉恩は長江沿岸の諸蛮を招論して糧3万石・牛羊2万頭を集めることに成功したという。建都は山を城代わりとしており、主要な山城が7つあったが、劉恩はそのうち5つを占領し遂に建都を投降に追い込んだ。建都平定の功績により、劉恩は管軍万戸に昇格し、眉州に駐屯することとなった。
1275年（至元12年）には嘉定の昝万寿が投降したことにより、劉恩は嘉定に遷ることになった。このころ、陝西・四川方面を統括する安西王マンガラが劉恩を召し出し、「江南は既に平定されつつあるのに、四川が未だ下らないのはなぜか」と問いかけたところ、劉恩は「私に従わない者を厳しく責め立てるようにしてもらえれば、半年で四川を下してみせましょう」と回答したという。そこで安西王はクビライに使者を派遣し、ブカを行枢密院、劉恩を同僉院事に任じることで劉恩の権限は強化された。劉恩は安西王相の李徳輝らとともに四川に侵攻し、1278年（至元15年）には四川の要衝である重慶を陥落させ、逃れた守将の張万も劉恩の説得によって投降させている。
1279年（至元16年）には四川西道宣慰使に任じられたが、ついで副都元帥に改められ、中央アジアのカイドゥ・ウルスとの戦いのため、ホータンに派遣されることとなった。この間、さらに都元帥に昇格となり、後には甘州に移って屯田を行い、粟2万石余りを収穫している。1281年（至元18年）、劉恩は再び命を受けてホータンまで進軍し、カイドゥ配下の玉論亦撒と戦端を開いた。劉恩は伏兵を活用して玉論亦撒を撃退したものの、カイドゥはババ・オグル率いる3万の軍団を援軍として派遣したため、「衆寡敵せず」劉恩は撤退することとなった。1285年（至元22年）には再び四川方面に戻り、僉行枢密院事に任じられたが、まもなく死去した。 死後は息子の劉徳禄が成都管軍万戸の地位を継承している。なお、同じく成都等路万戸府を率いた軍人として、耶律禿満答児・汪嗣昌らがいる。

## モンゴル帝国の四川駐屯軍
- 成都等路万戸府(成都路)…耶律禿満答児・汪嗣昌一族・劉恩一族
- 嘉定万戸府(嘉定府路)…テムル・ブカ一族
- 保寧万戸府(広元路)…石抹不老一族・汪惟簡一族
- 順慶等処万戸府(順慶路)…不明
- 重慶五路守鎮万戸府(重慶路)…郝和尚バアトル一族
- 夔州路万戸府(夔州路)…石抹狗狗一族
- 叙州万戸府(叙州路)…不明